# Daphniphyllum
Daphniphyllum — єдиний рід у родині квіткових рослин Daphniphyllaceae, який був описаний як рід у 1826 році. Рід включає вічнозелені кущі та дерева, які переважно поширені у східній та південно-східній Азії, але також зустрічаються на Індійському субконтиненті та в Новій Гвінеї.
Усі види родини дводомні, тобто чоловічі та жіночі квітки розташовуються на різних рослинах. У старих класифікаціях рід розглядався як родина Euphorbiaceae.

## Прийняті види[3]
1. Daphniphyllum atrobadium
2. Daphniphyllum beddomei
3. Daphniphyllum borneense
4. Daphniphyllum buchananiifolium
5. Daphniphyllum calycinum
6. Daphniphyllum celebense
7. Daphniphyllum ceramense
8. Daphniphyllum chartaceum
9. Daphniphyllum dichotomum
10. Daphniphyllum glaucescens
11. Daphniphyllum gracile
12. Daphniphyllum griffithianum
13. Daphniphyllum himalense
14. Daphniphyllum luzonense
15. Daphniphyllum macropodum
16. Daphniphyllum majus
17. Daphniphyllum neilgherrense
18. Daphniphyllum papuanum
19. Daphniphyllum parvifolium
20. Daphniphyllum paxianum
21. Daphniphyllum pentandrum
22. Daphniphyllum scortechinii
23. Daphniphyllum subverticillatum
24. Daphniphyllum sumatraense
25. Daphniphyllum teijsmannii
26. Daphniphyllum timorianum
27. Daphniphyllum woodsonianum
28. Daphniphyllum yunnanense